# Cuca (Argeș)
Cuca è un comune della Romania di 2 206 abitanti, ubicato nel distretto di Argeș, nella regione storica della Muntenia.
Il comune è formato dall'unione di 14 villaggi: Bălțata, Bărbălani, Cârcești, Cotu, Crivățu, Cuca, Lăunele de Sus, Măcăi, Mănești, Sinești, Stănicei, Teodorești, Valea Cucii, Vonigeasa.
Il comune con la struttura attuale è nato nel 1968 dall'unione dei due preesistenti comuni di Cuca e Lăunele, ad esclusione del villaggio di Lăunele de Jos, che è stato unito al comune di Dănicei, nel distretto di Vâlcea.